# Галецкий, Франтишек
Франтишек Зигмунд Галецкий (пол. Franciszek Zygmunt Gałecki; 1645 — 1711) — государственный и военный деятель Речи Посполитой, генерал-адъютант коронных войск, ловчий калишский, хорунжий Прусской земли с 1670 года, маршалок Львовского сеймика с 1679 года, кухмистр великий коронный с 1680 года, староста быдгощский в 1676—1679 и 1688—1710 годах, каштелян калишский в 1694—1695 годах и познанский в 1695—1697 годах, воевода иновроцлавский в 1697—1703 годах, калишский в 1706 году и познанский в 1709—1711 годах.

## Биография
Представитель польского дворянского рода Галецких герба «Юноша». Сын Томаша Галецкого. Его семья проживала в Вышогрудской земле на Мазовии. Известно крайне мало о его детстве и образовании.
Франтишек Зигмунд Галецкий начал свою карьеру с участия военных кампаниях гетмана великого коронного, затем короля Речи Посполитой Яна Собеского. В октябре 1672 года взял султанское знамя в бою под Калушином. В Хотинской битве 10-11 ноября 1673 года участвовал в чине генерал-адъютанта коронных войск. Был одним из наиболее надежных сподвижников гетмана великого коронного Яна Собеского, который поручал ему задания по сбору военных и политических деятелей Речи Посполитой в профранцузскую партию, лидером которой был Собеский. По распоряжению гетмана вел переговоры с послом Бранденбурга (1670) об оказании военной помощи в войне против турок и во время борьбы за польский королевский трон. В 1676 году Франтишек Зигмунд Галецкий был вознагражден Яном Собеским должностью старосты быдгощского.
В 1677 году был избран послом на сейм, во время работы в котором был преданным сторонником польского монарха. Быстро поднимался по карьерной лестнице. В 1679 году был избран маршалком Львовского сеймика, а в 1680 году был назначен кухмистром великим коронным. В 1683 году участвовал в венской кампании Яна Собеского, командуя полком драгунской гвардии (600 чел.). Во время битвы с турками под Веной сражался на правом фланге и после победы был отправлен с подарками к германскому императору Леопольду I. Также участвовал в дальнейших, менее удачных военных кампаниях Яна Собеского протим Молдавского княжества (1686 и 1691). В 1694 году Франтишек Галецкий был назначен каштеляном калишским, а в 1695 году получил должность каштеляна познанского.
В 1687 году Франтишек Зигмунд Галецкий на короткое время связался с оппозицией, чтобы не допустить избрания на польский престол королевича Якуба Собеского, старшего сына Яна Собеского. В 1690 году был избран послом от Иновроцлавского воеводства на вальный сейм в Варшаве.
После смерти польского короля Яна Собеского (1696) Франтишек Зигмунд Галецкий поддержал избрания саксонского курфюрста Августа Сильного на королевский трон Речи Посполитой. На коронационном сейменовый монарх Август Сильный пожаловал Франтишеку Галецкому должность воеводы иновроцлавского (1697—1703). Был ярым сторонником Августа. Ф. Галецкий был одним из командующих польско-саксонской армии, посланной в Гданьск, чтобы не допустить туда конкурента — французского принца Франсуа Луи де Бурбон-Конти. В последующие годы отправлялся с посольствами в Швецию, Данию и Голландию. Во время Северной войны (1700—1721) Франтишек Галецкий сохранил верность польскому королю Августу II Сильному и навлек на себя ненависть со стороны его врагов. В 1703 году достиг пика своей карьеры и получил должность воеводы калишского.
Франтишек Галецкий не оставил Августа II после коронации шведского ставленника Станислава Лещинского в 1704 году. В конце 1704 года был назначен комендантом Львова и защищал город от шведской армии. В сентябре того же года был взят в плен и был отправлен в Стокгольм. В конце 1706 года Франтишек Зигмунд Галецкий был освобожден из шведского плена благодаря усилиям своей жены Розалии Дзедушицкой.
В последующие годы Франтишек Зигмунд Галецкий не проявлял большой политической активности и давней привязанности к Августу II. Заботился о мире и безопасности воеводств Великой Польши. Дождался поражения шведской армии под Полтавой, бегства Станислава Лещинского и реставрации Августа Сильного, который 29 октября 1709 года назначил его воеводой познанским. Это назначение не повлияло на все более критическое отношение Галецкого к польскому монарху. Летом 1711 года Франтишек Галецкий скончался в возрасте 66 лет.

## Семья
Франтишек Галецкий был дважды женат. В 1678 году первым браком женился на Катажине Слоневской (в первом браке — Васичинской). Вторично женился на Розалии Дзедушицкой, дочери воеводы подольского Яна Франтишека Дзедушицкого. Дети от второго брака:
- София Галецкая, визитантка в Люблине
- Франтишек Галецкий (ум. ок. 1760), каштелян велюньский и староста быдгощский